# سیارک ۵۱۵۷۰
سیارک ۵۱۵۷۰ (به انگلیسی: 51570 Phendricksen، نامگذاری:2001HE4) پنجاه و یک هزار و پانصد و هفتادمین سیارک کشف شده‌است که در ۱۷ آوریل ۲۰۰۱ کشف شد.